# Шварцвальд
Шва́рцвальд (нем. Schwarzwald — «чёрный лес») — горный массив в земле Баден-Вюртемберг на юго-западе современной Германии.

## География
Горная цепь юго-западной Германии простирается с юга на север вдоль правобережья Рейна, от северного поворота Рейна тянется через Баден и Вюртемберг к северу до Энцталя. Наивысшая точка — 1493 метров (гора Фельдберг), в среднем 1000 метров высоты, длиной около 158 километров от Зекингена до Дурлаха, при ширине 22 — 60 (на юге, от Мюлльгейма на Рейне до Вутаха) километров. Покрыт преимущественно густым хвойным или буковым лесом, содержит множество живописных горных озёр. Часто встречаются минеральные источники, что обусловило наличие ряда курортов, таких как Баден-Баден, Баденвейлер, Вильдбад, Нидернау и другие. В Шварцвальде берёт исток вторая по величине река Европы — Дунай. Проходы через массив: Холлепасс (Hollenpass) и Книбис (Kniebis).
В физико-географическом районировании Германии имеет официальный номер D54.

## История
В античные времена Шварцвальд носил название Абно́бские горы (лат. Abnoba mons). Тацит называл его «отлогой возвышенностью в горной цепи». Позднейшие названия — Марциев лес и Раурикские горы.
Римляне, владевшие этой местностью до IV века н. э., называли Шварцвальд Marciana Silva (Marciāna silva), что означало «пограничный лес». Граница здесь проходила между Римской империей и германским племенем маркоманов. В римском форте Шриенхоф базировалась I когорта ретов. Позже Шварцвальд завоевали свевы и алеманны — предки современных швабов. Археологические раскопки свидетельствуют о том, что в южном Шварцвальде со времён римлян до позднего Средневековья велась интенсивная добыча серебра и свинца.
Впервые Шварцвальд упоминается под этим именем (Saltu Svarzwald) в летописи монастыря Санкт-Галлен под 868 годом.
После эпидемии чумы в 1516 году и крестьянского восстания 1525 года Шварцвальд значительно обезлюдел. Новый подъём начался в XVII веке, когда возобновились промыслы и возросло население. Тогда же были изобретены часы с кукушкой, ставшие символом этого региона. В 1850 г. в Фуртвангене было открыто первое в Германии училище часовых мастеров.

## Культура

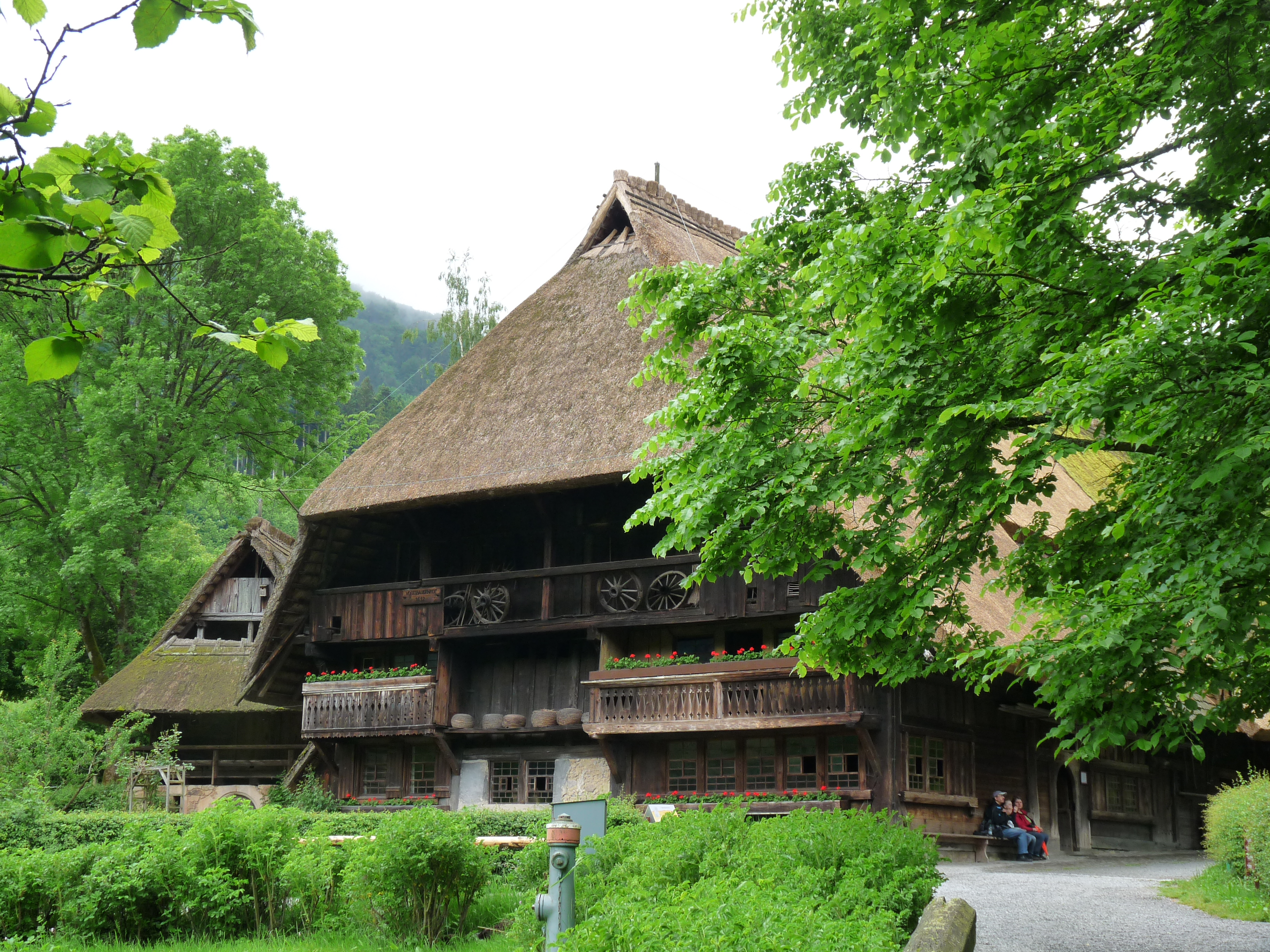
Традиционный дом в Шварцвальде

Для жителей Шварцвальда характерны самобытные традиционные наряды, особая местная архитектура и кухня. Регион известен производством часов, прежде всего настенных. Считается также родиной знаменитого шварцвальдского вишнёвого торта со взбитыми сливками и популярной в Европе шварцвальдской ветчины.

## В литературе
Продолжение самой известной повести Джерома К. Джерома «Трое в лодке, не считая собаки» под названием «Трое на четырёх колёсах» описывает путешествие троих друзей на велосипедах по немецкому Шварцвальду.
Рассказы Бертольда Ауэрбаха о деревнях Шварцвальда (1843) появились во многих европейских странах и во многом утвердили повествовательный жанр деревенской истории. Очень известной работой, действие которой происходит в Шварцвальде, является сказка Вильгельма Гауфа «Холодное сердце» (нем. Das kalte Herz), которая появилась в 1827 году как часть рассказа «Трактир в Шпессарте» (Das Wirtshaus im Spessart) в «Альманахе сказок за 1828 год» Гауфа и с тех пор несколько раз экранизировалась.
Марина Ивановна Цветаева сочинила стихотворение под названием «Сказочный Шварцвальд» о своих воспоминаниях про поездку с родителями, в Германию, летом 1904 года.
Курортный городок Шварцвальда — Баденвейлер, в котором умер А.П.Чехов — описывается в одноименном стихотворении Глеба Шульпякова "Badenweiler" (2024).
В августе 1922 года молодой журналист Эрнест Хемингуэй провёл три недели в Шварцвальде. Позднее, будучи лауреатом Нобелевской премии, он опубликовал несколько не совсем доброжелательных сообщений про этот лес в «Торонто Стар».